# Laskai János
Laskai János (16. század – 17. század) református püspök.

## Élete
1574. szeptember 27-én a wittenbergi egyetemre iratkozott be; 1577-től 1596-ig a debreceni főiskola tanára volt, Bod Péter mint jeles költőt, bölcselőt és teológust említi; 1596 után hercegszőlősi, majd veresmarti lelkész, 1613-tól 1629-ig pedig baranyai püspök volt.

## Munkái
- Arithmetica, az az A szamvetesnec tvdomania, mell az tvods Gemma Frisivsnac szam-vetesbeol Magyar nyelvre ... fordítatott. Debreczen, 1577 (Névtelenül. 2. kiadás. Uo. 1582., 3. k. ifj. Heltai Gáspártól. Kolozsvár, 1591. Ism. Műegyetemi Lapok 1877. 183., 252., 277. 1)
- Az Aesopus eleteröl, erköltseiről. Minden fö dolgairol és halalarol valo historia. Kit Laskay Janos az Debreceni Mester, Görögből es Deakbol Magyar nielure fordittot. Debrecemben, Anno 1592 (A 20. század elején egyetlen példánya az Erdélyi Nemzeti Múzeum könyvtárában volt megtalálható. Utánnyomata: Monyorókerék, 1592. Ma egy példánya se ismeretes.)
  - Az Aesopus életéről, erkölcséről, minden fő dolgairól és haláláról való história; tan. Uray Piroska, fakszimile szöveggond. Kőszeghy Péter; MTA Irodalomtudományi Intézet–Akadémiai, Bp., 1987 (Bibliotheca Hungarica antiqua)
- Laskai János válogatott művei. Magyar Iustus Lipsius; sajtó alá rend., bev., jegyz. Tarnóc Márton; Akadémiai, Bp., 1970 (Régi magyar prózai emlékek)